# Jerzy Chromik
Jerzy Chromik (ur. 15 czerwca 1931 w Kosztowach (dzielnicy Mysłowic), zm. 20 października 1987 w Katowicach) – polski lekkoatleta, specjalista biegów długodystansowych, olimpijczyk, rekordzista świata.

## Działalność sportowa
Członek słynnego Wunderteamu lekkoatletycznego. Jego trenerem był m.in. Jan Mulak.
Zawodnik Górnika Mysłowice, OWKS Kraków i Górnika Zabrze.
Mistrz Europy na 3000 metrów z przeszkodami podczas mistrzostw w Sztokholmie 1958. Uczestnik mistrzostw Europy w 1954 oraz w 1962. Trzykrotny rekordzista świata na 3000 metrów z przeszkodami (8:32,0 w 1958). Dwukrotny olimpijczyk w Melbourne 1956 i Rzymie 1960, bez sukcesów. Jedenastokrotny mistrz Polski. Dwukrotnie zwyciężył w głównym biegu (na 3000 metrów) Memoriału Kusocińskiego (w 1955 i 1958).
Rekordy życiowe:
- bieg na 800 metrów – 1:52,2
- bieg na 1000 metrów – 2:28,6
- bieg na 1500 metrów – 3:44,8
- bieg na 3000 metrów – 7:56,4
- bieg na 5000 metrów – 13:51,0
- bieg na 10 000 metrów – 29:10,0

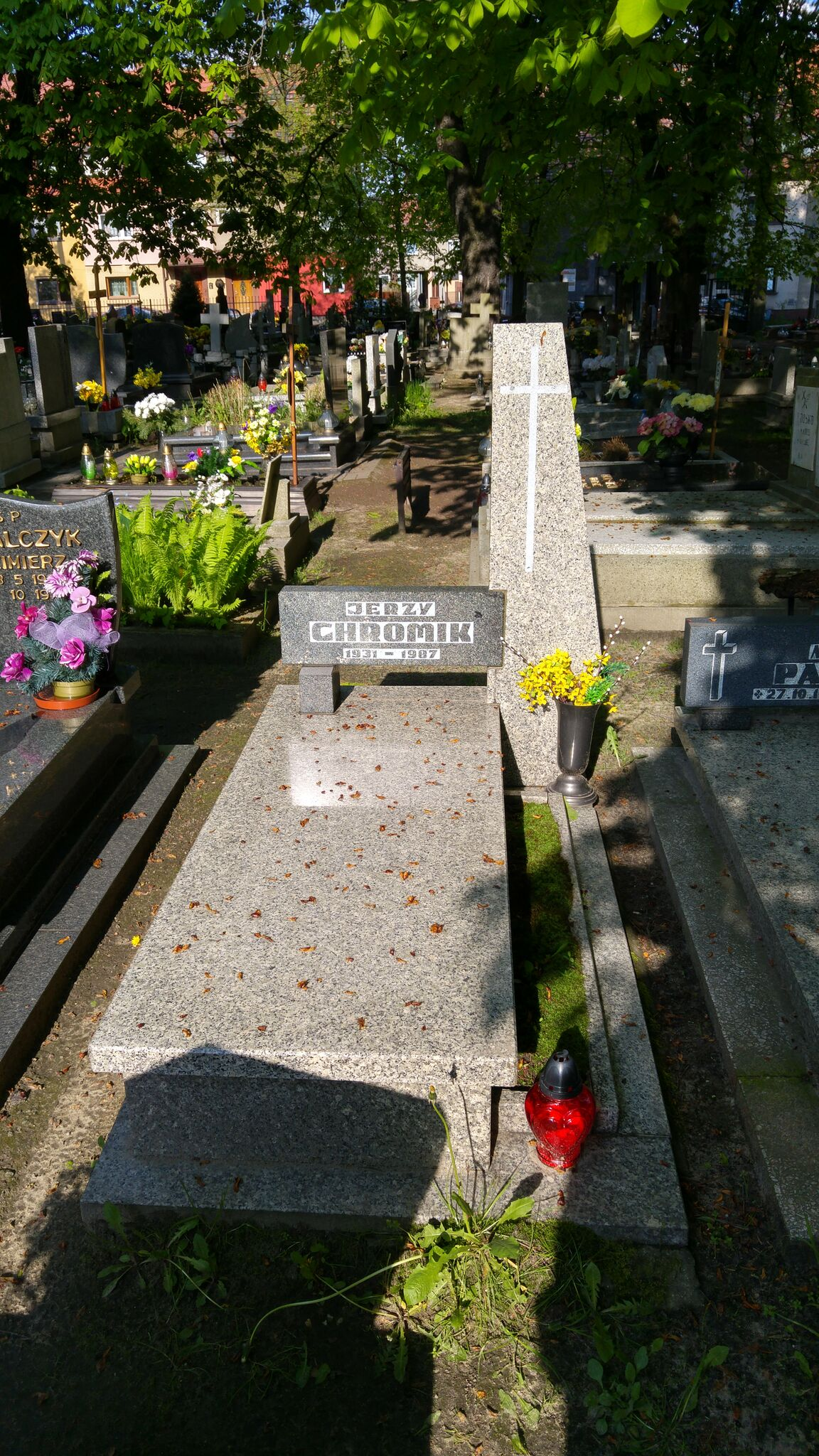
Grób Jerzego Chromika na cmentarzu parafialnym św.Józefa w Zabrzu

- Bieg na 3000 metrów z przeszkodami – 8:32,0

Inżynier – mechanik górnictwa. Odznaczony m.in. medalem Kalós Kagathós. Od 1989 rozgrywany jest w Mysłowicach bieg uliczny – Memoriał Jerzego Chromika.